# Pfäffikon, Schwyz
Pfäffikon är en småstad och huvudorten i kommunen Freienbach i kantonen Schwyz, Schweiz. Pfäffikon är en knutpunkt för såväl väg- som järnvägstrafik och är ett centrum för service, skola, kultur och näringsliv i området.